# Louis Ier de Poitiers-Valentinois
Louis Ier de Poitiers (mort le 21 octobre 1345), comte de Valentinois, est un noble français du XIVe siècle principalement connu pour avoir été le commandant français de la bataille d'Auberoche en 1345, dans laquelle il est tué.

## Biographie
Louis est le fils d'Aymar V de Valentinois et de Sibylle de Baux. Il succède à son père comme comte de Valentinois à partir de 1339.
Au cours de la campagne de Gascogne (en) de 1345, Louis de Valentinois dirige une armée française de 7000 hommes pour assiéger le château anglais d'Auberoche, à une quinzaine de kilomètres à l'est de Périgueux. La petite garnison anglo-gasconne est commandée par Frank van Hallen. Henri de Grosmont, comte de Derby, arrive avec une première force de secours de 1200 soldats anglais et gascons le 21 octobre 1345 pour lever le siège. Louis de Valentinois sépare ses troupes en deux : la majorité des soldats campent entre le château et le village d'Auberoche, tandis qu'une force plus réduite est placée de manière à empêcher toute tentative de secours par le nord.
Henri de Grosmont lance dans la soirée un assaut en trois axes sur le campement des Français, alors que ces derniers sont occupés à manger, obtenant ainsi un effet de surprise total. Ses archers causent d'importantes pertes (un millier d'hommes selon Adam Murimuth) dès les premiers instants du combat en tirant depuis l'ouest avant qu'une charge de cavalerie venue du sud ne vienne mettre encore un peu plus en difficulté les troupes françaises commandées par Louis de Valentinois. Finalement, une sortie de la garnison d'Auberoche vient mettre en déroute ses troupes,.
Les pertes françaises au terme de la bataille sont lourdes, décrites par les historiens modernes comme « épouvantables »,  « extrêmement élevées »,  « stupéfiantes ». De nombreux nobles français sont faits prisonniers : le commandant en second de Louis de Valentinois, Bertrand de l'Isle-Jourdain, deux comtes, sept vicomtes, trois barons, les sénéchaux de Clermont et de Toulouse, un neveu du pape et tant de chevaliers qu'ils ne furent pas comptés. Louis de Valentinois, quant à lui, meurt de ses blessures après la bataille.

## Famille
Louis a épousé Marguerite de Vergy, dame de Vadans la fille d'Henri II de Vergy et Mahaut de Saint-Aubin. Ensemble, ils eurent trois enfants :
- Aymar VI de Poitiers, comte de Valentinois et de Diois, seigneur de Taulignan et de Saint-Vallier, qui épousa Alix Roger de Beaufort, nièce du pape Clément VI et sœur du pape Grégoire XI. Ils n'eurent pas de descendance.
- Marguerite de Poitiers, mariée à Guichard VIII de Beaujeu, avait des descendants.
- Eléonore de Poitiers, mariée à Pierre de Bar, ils n'eurent pas de descendance[9].